# Покровське (Пологівський район)
Покрóвське (до 2016 року — Жовтневе) — село в Україні, у Токмацькій міській громаді Пологівського району Запорізької області. Населення за переписом 2001 року становило: постійне — 807 осіб, наявне — 765 осіб. До 2020 року орган місцевого самоврядування — Покровська сільська рада.

## Географія
Село Покровське розташоване за 90 км від обласного центру, 65 км від районного центру та 9 км адміністративного центру міської громади, на березі річки Куркулак, одному з витоків річки Чінгул, нижче за течією на відстані 1 км розташоване село Шевченкове. Найближча залізнична станція Великий Токмак (за 11 км). Селом пролягає автошлях національного значення Н30.

## Історія
Біля села, в урочищі Макартеті, археологами виявлені жертовні місця алано-гуннських часів (IV—V століття н. е.), де було знайдено посуд, вудила, наконечники стріл, бронзові бляшки, пряжки з гемами, на яких зображено постаті людей, дерева. Поблизу сіл Заможного і Садового розкопано 6 курганів, у яких виявлено багато поховань доби бронзи (III — І тисячоліття до н. е.), скіфів (IV століття до н. е.), сарматів (II століття до н. е.) та пізніх кочівників.
Село засноване у 1797 році. За переказами, його першим жителем був полтавець С. Юхименко, який утік з кріпацької неволі. Деякий час він гайдамакував, а потім оселився поблизу балки Куркулак (у перекладі з тюркської — Вовчий Яр). Приваблені чутками про вільне життя на нових землях, сюди на початку XIX століття переселилося чимало жителів з сіл Комарового та Санжарів Полтавської губернії, а також хуторян з Великого Токмака. Нове поселення отримало назву — Нижній Куркулак. Переселенці займалися переважно скотарством, згодом почало розвиватися й рільництво. Землі було багато, і селяни брали стільки, скільки могли обробити. У зв'язку з інтенсивним заселенням Нижнього Куркулака вільних ділянок ставало менше, і нарешті вони зовсім зникли. Були розорані навіть найвіддаленіші від села поля.
У 2015 році село було внесено до переліку населених пунктів, які передбачалося перейменувати відповідно із законом «Про засудження комуністичного та націонал-соціалістичного (нацистського) тоталітарних режимів в Україні та заборону пропаганди їхньої символіки».
12 травня 2016 року постановою Верховної Ради України № 1353-VIII «Про перейменування деяких населених пунктів» село Жовтневе перейменоване на село Покровське.
12 червня 2020 року, відповідно до розпорядження Кабінету Міністрів України № 713-р «Про визначення адміністративних центрів та затвердження територій територіальних громад Запорізької області», село увійшло до складу Токмацької міської громади.
19 липня 2020 року, у результаті адміністративно-територіальної реформи та ліквідації Токмацького району, село увійшло до складу новоутвореного Пологівського району.
З 24 лютого 2022 року, в ході російського вторгнення в Україну, село тимчасово окуповане російськими військами.

## Населення

### Мова
Розподіл населення за рідною мовою за даними :
| Мова       | Кількість | Відсоток |
| ---------- | --------- | -------- |
| українська | 755       | 93,56 %  |
| російська  | 48        | 5,95 %   |
| білоруська | 3         | 0,37 %   |
| польська   | 1         | 0,12 %   |
| Всього:    | 807       | 100 %    |

## Економіка
- ПП «Життя»
- ПП «Шаповал»
- ПП Агрофірма «Терра»

## Об'єкти соціальної сфери
- Середня загальноосвітня школа
- Будинок культури
- Амбулаторія.

## Відомі особи
Уродженці села
- Гребінець Ігор Геннадійович (1994—2016) — солдат Збройних сил України, учасник російсько-української війни;
- Киценко Микола Петрович — український краєзнавець, засновник державного історико-культурного заповідника на острові Хортиці та Музею історії запорізького козацтва;
- Шеремета Катерина Федорівна — депутат Верховної Ради УРСР 8-9-го скликання.

## Цікавий факт
У 2009 році одне з регіональних ЗМІ жартома запустило фейкову новину про те, що прихильники творчості співака Майкла Джексона запропонували перейменувати село на честь кумира — Джексон. Цю новину широко підхопили національні засоби масової інформації та деякі регіональні депутати.